# António Augusto Dias Antunes
António Augusto Dias Antunes (27 Outubro 1876 Castelo Branco - 22 Janeiro 1940 Ermera, Timor)ComTE • ComA • Medalha da Rainha D. Amélia (Castelo Branco, 27 de Outubro de 1876 — Timor, 22 de Janeiro de 1940) foi um oficial de Infantaria do Exército Português entre outras funções foi Governador do Distrito de Benguela e Quanza Norte. 

## Biografia
Filho de António Joaquim Antunes e de sua esposa Maria da Piedade Dias Antunes, nascido em Castelo Branco a 27 de Outubro 1876, frequentou o Colégio Militar de Lisboa, e a Escola Politecnica de Lisboa concluindo o curso de Infantaria e Cavalaria da Escola do Exército. Fez parte de várias Campanhas de pacificação em Angola de 1902 a 1927. Foi diretor da Imprensa Nacional em 1928. Foi opositor activo da Ditadura Nacional e do regime do Estado Novo. Em consequência foi por isso diversas vezes preso. Participou conjuntamente com o Tenente-Coronel Utra Machado, o Tenente-Coronel Sarmento de Beires e o Coronel Helder Ribeiro na Revolta de 26 de Agosto de 1931, sendo deportado para Timor e vindo a falecer a 22 de Janeiro de 1940 em Ermera, Timor.
Foi feito Cavaleiro da Ordem Militar da Torre e Espada, de valor, lealdade e mérito a 7 de Outubro 1903, e feito
Comendador da Ordem Militar de São Bento de Avis a 5 de Outubro 1926.

## Referencias
1. ↑  «Cidadãos Nacionais Agraciados com Ordens Portuguesas». Resultado da busca de "Isabelle Pelletret". Presidência da República Portuguesa. Consultado em 29 de abril de 2022